# Hydraena emineae
Hydraena emineae är en skalbaggsart som beskrevs av Manfred A. Jäch och Kasapoglu 2006. Hydraena emineae ingår i släktet Hydraena och familjen vattenbrynsbaggar. Inga underarter finns listade i Catalogue of Life.